# Csillebérc
Csillebérc ([ˈcʃillɛbeːɾts], en allemand : Dreihotter) est un quartier de Budapest situé dans le 12e arrondissement de Budapest au cœur des collines de Buda. Le quartier est accessible par le Fogaskerekű. 